# السواحرة الشرقية
السواحرة الشرقية تقع إلى الجنوب الشرقي من البلدة القديمة على بعد 3 كم. يحد القرية من الشمال بلدة أبو ديس ومن الغرب السواحرة الغربية (جبل المكبر) ومن الشرق العيزرية ومن الجنوب بلدة العبيدية والتعامرة. سميت بذلك الاسم نسبة إلى خربة احمد الساحوري المحاذية لمقبرة البلدة والمقام عليها مسجد باسم «أحمد الساحوري» حيث تقع هذه الخربة في أقصى الجزء الشمالي لبلدة السواحرة الغربية «جبل المكبر» والمحاذية لقرية سلوان.  
يتألف مجتمع السّواحرة الشّرقية من عائلات ممتدة بينها صلات وثيقة، عاشت على مشارف مدينة القدس، وربطتها علاقات اجتماعية وتعاونية قوية مع القرى والمجتمعات المجاورة. وقد أدى بناء جدار الفصل والتوسع إلى منع هذا التعاون المجتمعي، وإلى تقطيع العلاقات بين القرى المختلفة وأثرّ على الحياة الاقتصاديّة.

## تاريخيًا
تعتبر السّواحرة الشّرقية جزءاً من منطقة عرب السّواحرة والتي تشمل جبل المكبر، والسّواحرة الغربية والشّيخ سعد. قبل احتلال المنطقة عام 1967 كان عدد سكان السّواحرة الشّرقية ما يقارب 4,208 فلسطينياً ينحدرون من 12 قبيلة بدوية مختلفة. وقد تم تهجير ما يقارب 490 نسمة خلال عدوان عام 1967، وانتقل أغلبهم للعيش في الأردن.
في العام 1996، قُدّر عدد السكان بحوالي 4,325 نسمة. بينما يصل عددهم اليوم إلى ما يقارب 8,000، يحمل ما يقارب 3,500 منهم بطاقات الهوية الإسرائيلية.
قبل حرب عام 1967، اعتمد السّكان بشكل كبير على المساحات الواسعة من الأراضي التي امتلكوها، وقاموا بزراعتها ورعي الأغنام فيها. وفقاً للمجلس المحليّ، فإن الخطة الهيكلية التي أقرتها بلدية الاحتلال تحدد مساحة السّواحرة الشّرقية بأنها 7,000 دونم، بينما هي الحقيقة أكثر من ذلك بكثير، إذ تصل إلى حدود البحر الميت وتُقدر بحوالي 80,000 دونم.
أدت سياسات الاحتلال المتمثلة بتقسيم منطقة عرب السواحرة إلى أحياء متعددة وفصلها بجدار الضم والتوسع، إضافة إلى مصادرة الأراضي، إلى تهديد المصدر الأساسي لدخل السّكان، وهو الأرض. هذا الوضع دفع العديد من أهالي القرية إلى تغيير كبير في أنماط حياتهم، فتركوا الزراعة ورعي الأغنام واضطروا للبحث عن عمل في قطاعات أخرى لإعالة أسرهم. إلا أن فرص العمل الأخرى قليلة، خاصة مع عزل مدينة القدس بواسطة الجدار والحاجز القريب.
ويعاني أهالي السّواحرة الشّرقية من نقص في البنى التحتية، ومن الاكتظاظ السّكاني، الذي لا توجد طريقة للتعامل معه خاصّة في ظل النمو المتزايد، وفي ظلّ تعنت سلطات الاحتلال في مسألة منح تراخيص البناء، وقيامها بمصادرة الأراضي.

## الحياة الإجتماعية
قبل بناء الجدار، اعتمد اقتصاد القرية بشكل كامل على سوق مدينة القدس، وقد تأثر ذلك الاقتصاد بشكل سلبي كبير مع عزل القرية عن محيطها. كما تأثرت العلاقات الاجتماعية التي تميز عرب السواحرة، بعد أن قطّع الجدار أوصالهم، وفرّق بينهم.
وقبل بناء الجدار كانت السّواحرة الشّرقية تتشارك الموارد المجتمعية مع بقية القرى والمناطق المجاورة. إلا أن بناء الجدار أدى إلى انكفاء كلّ قرية على نفسها، مما يخلق ضغوطاً على المرافق الصّحية والتعليمية.

## تحديات الحي
عقب حرب 1967، وبعد احتلال وضمّ شرقي القدس، فرض التقسيم على قبيلة عرب السواحرة التي عرفت بالعلاقات الوثيقة والقريبة بين أفرادها. وقد أدى الواقع الجديد المفروض بعد الحرب إلى تقسيم المنطقة إلى قسمين: وقعت السّواحرة الغربيّة وجبل المكبر ضمن نفوذ بلدية الاحتلال في القدس، بينما بقيت مناطق الشّيخ سعد والسّواحرة الشّرقية خارج الحدود البلديّة. وقد تجلى التقسيم أكثر فأكثر مع بناء الجدار، فانتهى الواقع الذي كانت تعتمد فيه قرية السّواحرة الشّرقية على أحياء عرب السواحرة الأخرى، وتتم بينها علاقات التبادل التجاري.
في 5 أغسطس 2020، أعلن رئيس هيئة مقاومة الجدار والاستيطان وليد عساف إحباط عملية تزوير أراض في بلدة السواحرة الشرقية في محافظة القدس تقدر مساحتها بحوالي 11,500 دونمًا.
جدار الضمّ والتوسع
بناء الجدار أدى إلى عزل السّواحرة الشّرقية وسكانها من مركز مدينة القدس والأحياء المجاورة. إضافة إلى ذلك، فإن وجود الجدار يمنع التطور العمرانيّ والطبيعيّ للمجتمع، ويؤثر على خطط التّطوير والبنية التّحتيّة في القرية، كما أن الجدار أدى إلى اضعاف اقتصاد القرية الذي اعتمد في الماضي على العلاقة مع أسواق القدس. بعد بناء الجدار، لم يعد بناء السّواحرة الشّرقية يقصدون مركز مدينة القدس للحصول على الخدمات وزيارة المرافق المهمة هناك، الأمر الذي ترك بالغ الأثر على مختلف جوانب الحياة في القرية.
ويفصل قرية السّواحرة الشّرقية عن بقية مناطق القدس المحتلة حاجز عسكري إسرائيلي يمنع تنقل الناس بين القرى، ويسمح فقط بمرور الفلسطينيين القاطنين في السواحرة الغربية وجبل المكبر، وأهالي السّواحرة الشّرقية الذين يحملون التصاريح. إضافة إلى ذلك فهناك حاجز آخر في السواحرة الغربية، يقع بالقرب من مسار الخطّ الأخضر، ويعمل من الخامسة فجراً حتى العاشرة ليلاً، ويسمح فقط بمرور أفراد 7 عائلات فلسطينية تعيش إلى الغرب من الجدار.
القيود على حريّة الحركة
تُقيَد حركة السكان عبر حاجز الشّيخ سعد المقام على مدخل القرية، وتعمل فيه بالإضافة إلى قوات حرس الحدود الإسرائيلية شركة أمنية خاصّة. ويسمح الحاجز فقط بمرور سكان جبل المكبر وسكان الشّيخ سعد ممن يحملون التصاريح، ويسمح المرور فقط مشياً على الأقدام. أما بالنسبة لأهالي القدس ممن لا يسكنون في جبل المكبر، فيسمح لهم بالمرور عبر الحاجز إلى الشيخ سعد، لكن لا يسمح لهم بالخروج من الشيخ سعد من خلاله، لذلك يضطرون إلى المرور عبر حاجز السّواحرة الشّرقية. خلقت هذه القيود على حرية الحركة آثاراً سلبية في حياة السّكان، فدمرت القطاع الاقتصاديّ، وقلّصت فرص العمل المتاحة أمام الفلسطينيين، كما إنها تشكل عائقاً أمام الحصول على الخدمات الصّحيّة والتّعليميّة.

## السواحرة الشرقية والمقاومة
كان للقرية دوراً هام  في احتضان الثورة وقادتها في منطقة القدس، وذلك بسبب طبيعة جبالها الوعرة، حيث أشار الكاتب محمد عقل هلسة، في كتابه «سواحرة الواد» أن منطقة عرب السواحرة شكلت نقطة انطلاق لكثير من العمليات والهجمات على أهداف بريطانية وصهيونية.

وشارك أبنائها  في عمليات المقاومة العسكرية التي نفذها الثوار، وورد في مذكرات المناضل بهجت أبو غربية، أن منطقة عرب السواحرة ودير مار سابا كانت معقلاً من معاقل الثوار أستقر فيها قائد ثورة القدس الشهيد عبد القادر الحسيني.
1. ↑  GeoNames (بالإنجليزية), 2005, QID:Q830106
2. 1 2 3 4 5 6 7 8 9  "الجذور الشعبية المقدسية". مؤرشف من الأصل في 2019-12-05.
3. ↑  "الجذور الشعبية المقدسية". مؤرشف من الأصل في 2019-12-05.
4. ↑  "إفشال تسريب 11 ألف دونم من أراضي السواحرة الشرقية جنوب أريحا". PNN. 13 أغسطس 2020. مؤرشف من الأصل في 2020-08-16. اطلع عليه بتاريخ 2020-08-16.